# Concertgebouw (Amsterdam)

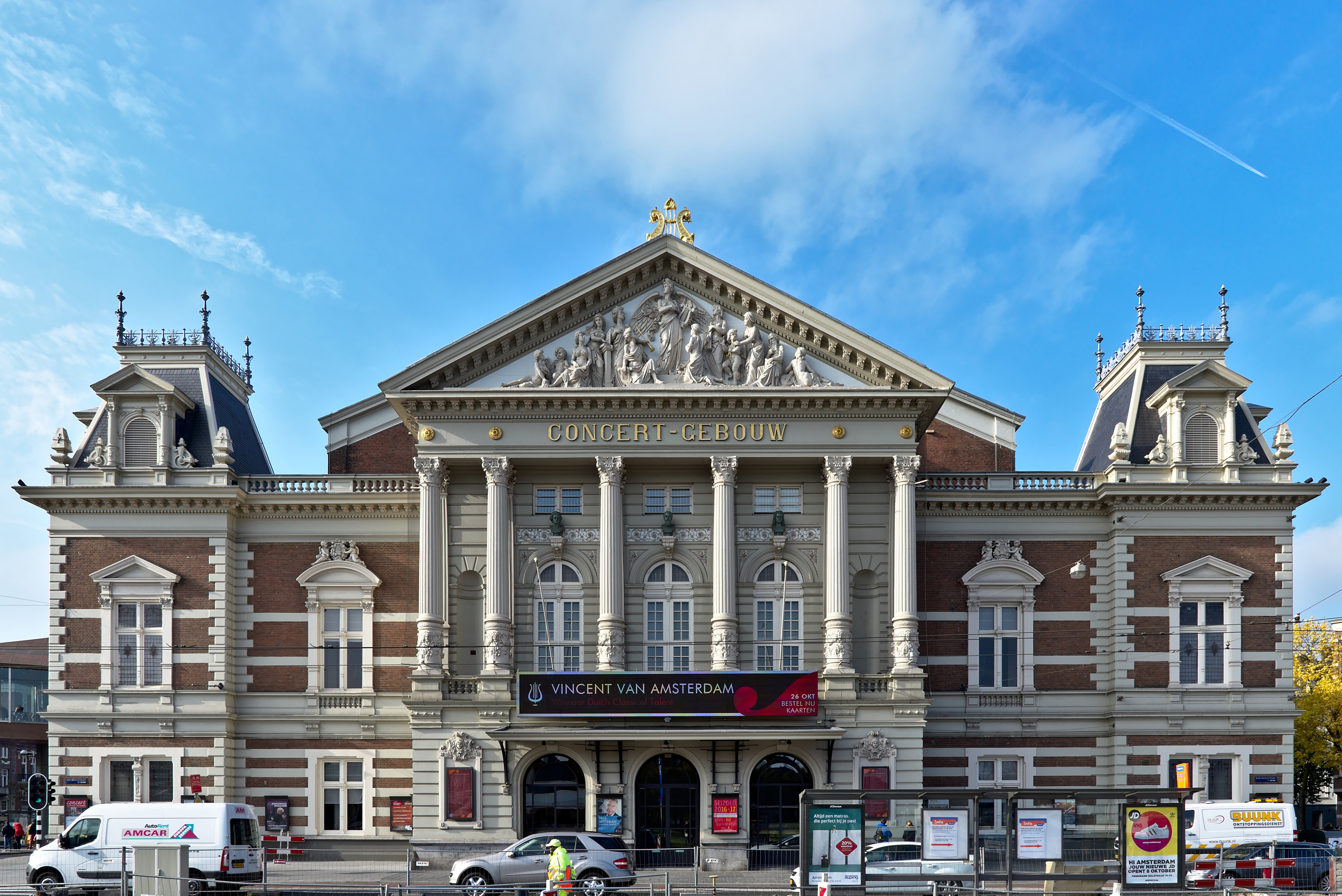
Concertgebouw, Fassade zum Museumplein

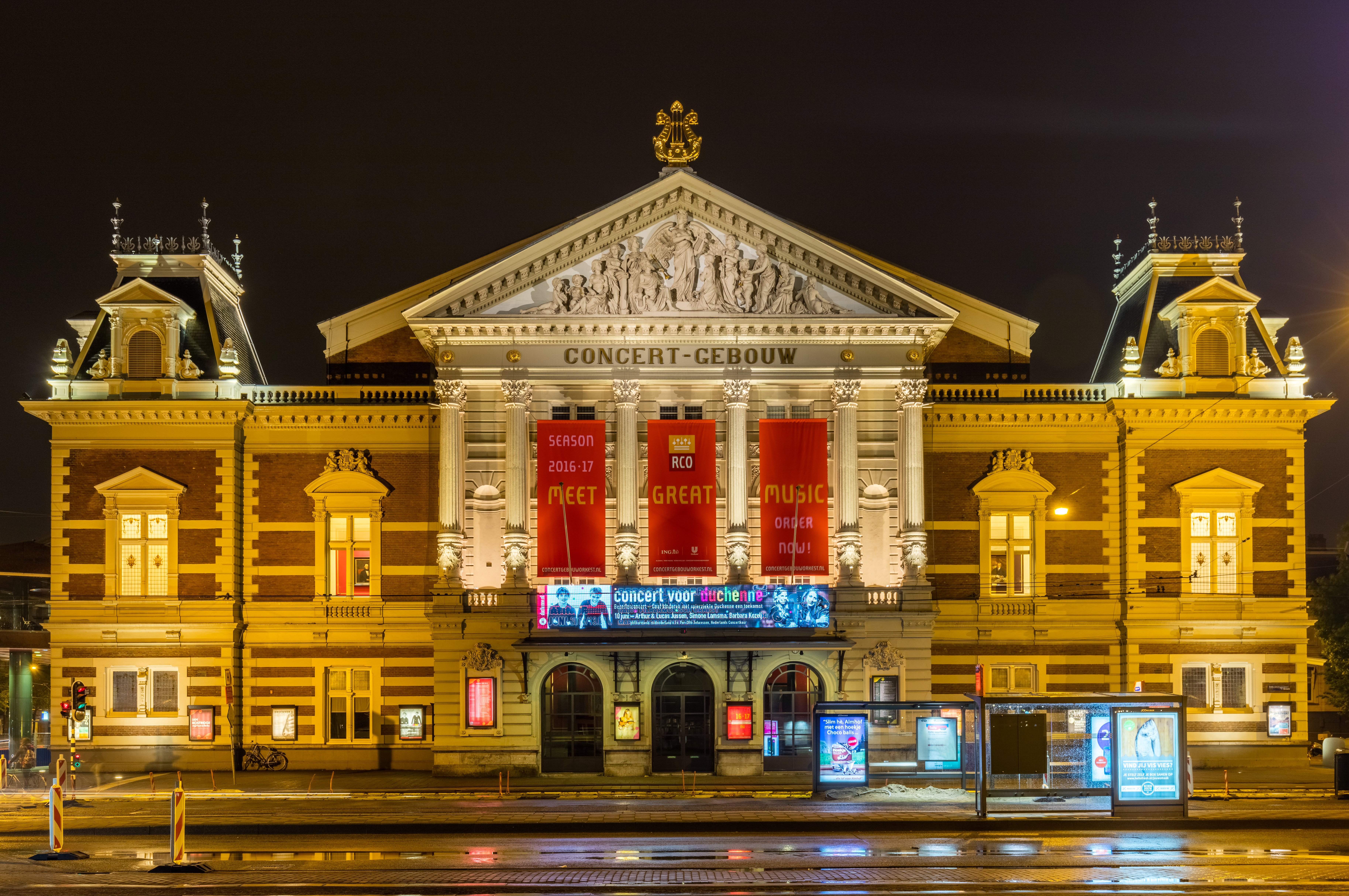
Nachtsicht

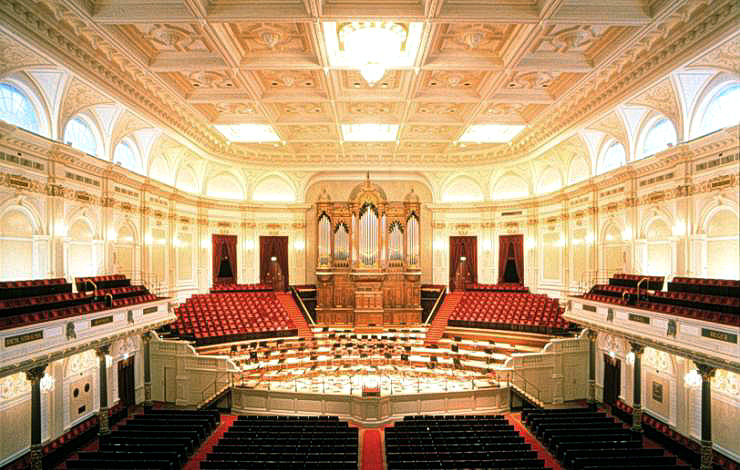
Concertgebouw, Großer Saal

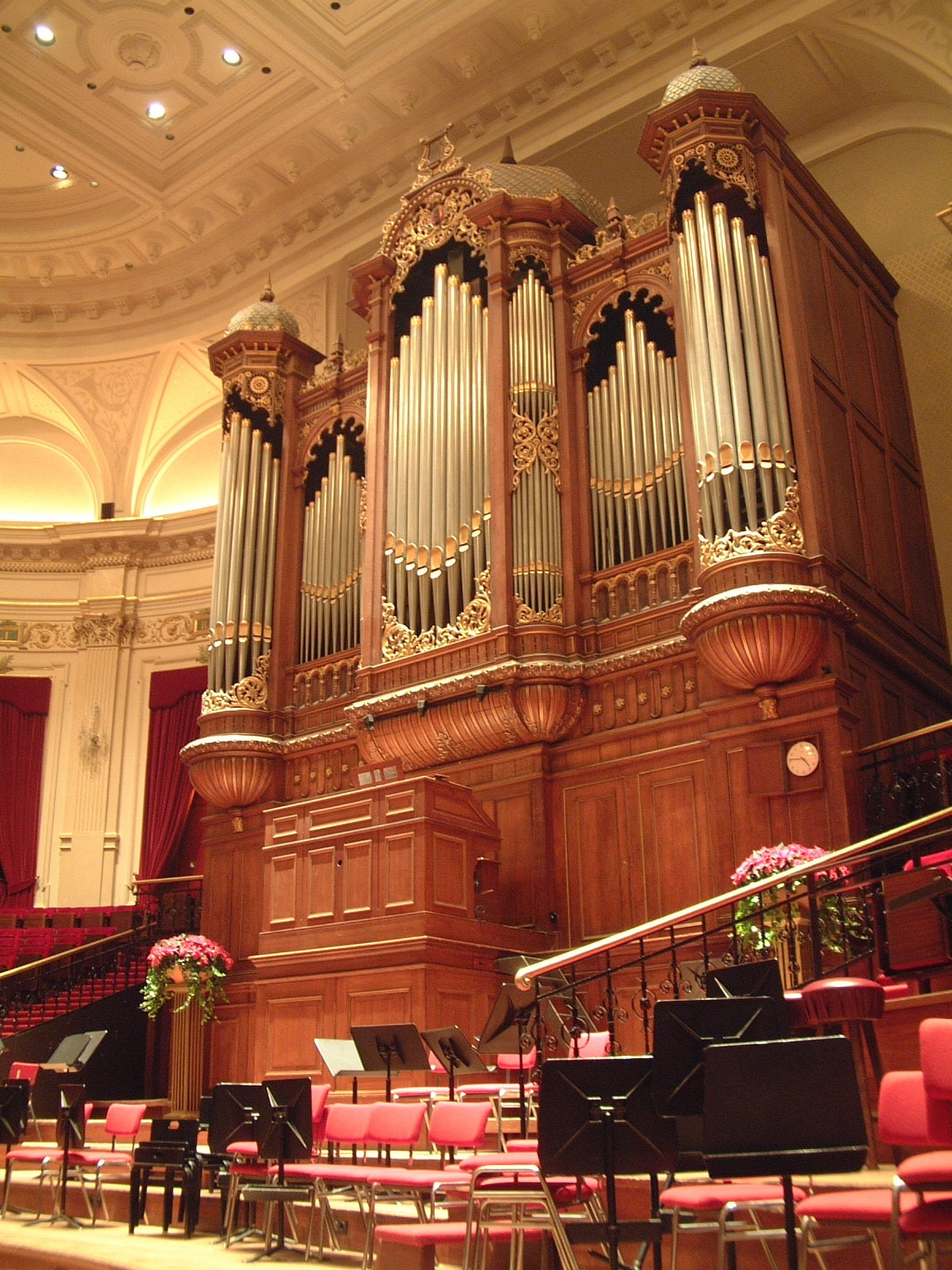
Blick auf die Orgel

Koninklijk Concertgebouw (deutsch Königliches Konzertgebäude) ist der Name eines berühmten Konzerthauses im Amsterdamer Stadtteil Oud-Zuid im Stadtbezirk Amsterdam-Zuid. Es ist die angestammte Spielstätte des nach ihm benannten Concertgebouw-Orchesters (offizieller niederländischer Name: Koninklijk Concertgebouworkest).

## Geschichte
1882 wurde im Theatersaal Odeon der Baubeschluss zur Errichtung des Konzerthauses beschlossen. Baubeginn war 1883 auf dem damals außerhalb Amsterdams liegenden Grundstück der Gemeinde Nieuwer-Amstel. Erst 1896 wurde das Viertel nach Amsterdam eingemeindet. Das Concertgebouw wurde am 11. April 1888 mit 120 Musikern, 500 Chorsängern und Werken von Wagner, Händel, Bach und Beethoven eröffnet. Es gibt vier Säle. Der Große Saal hat 1.962 Sitze, der 2004 restaurierte Kleine Saal 437, zusätzlich gibt es noch den Chorsaal und den Spiegelsaal. Bis 1952 waren Gebäude und Orchester miteinander verbunden, seither gibt es getrennte Organisationen. Zum 125-jährigen Jubiläum 2013 verlieh Königin Beatrix dem Concertgebouw den Titel Koninklijk (‚Königlich‘).

## Gebäude
Der Architekt Adolf Leonard van Gendt ließ sich dabei vom 1884 eröffneten Neuen Gewandhaus in Leipzig inspirieren. In der Innenausstattung sind aber auch Merkmale des Jugendstils zu erkennen, u. a. in den vom belgischen Architekten Victor Horta entworfenen Stühlen.
Das Concertgebouw gilt auch wegen seiner sehr guten Akustik („Schuhschachtel-Prinzip“) als wichtigste Spielstätte für klassische Musik in den Niederlanden und – neben der Bostoner Symphony Hall, dem Großen Musikvereinssaal in Wien, der Berliner Philharmonie und dem Théâtre des Champs-Elysées in Paris – eine der besten weltweit.

### Großer Saal
Der Große Saal ist 44 m lang und 27,5 m breit mit einer Deckenhöhe von 17,50 m. Er eignet sich besonders für Werke der Romantik und Kammermusik sowie für Soloauftritte. An der Frontseite befindet sich die Konzertorgel des Orgelbauers Michaël Maarschalkerweerd.

### Kleiner Saal
Hinter dem Großen Saal befindet sich im oberen Stock ein kleinerer ovaler Saal, der Kleine Saal. Er ist 20 m lang und 15 m breit. Es ist ein intimerer Saal speziell für Kammermusik. Rundum befinden sich das Felix-de-Nobel-Foyer, das französische Foyer, der Umlauf (seit 1988) und die Vorhalle. Der Musiksaal des einhundert Jahre früher erbauten Felix Meritis an der Kaisergracht diente als Vorbild.

### Spiegelsaal
Hinter dem Großen Saal befindet sich im Erdgeschoss, direkt unter dem Kleinen Saal, der sogenannte Spiegelsaal mit gleichem Grundriss. Bis 1925 war von hier aus ein Zugang in den hinter dem Konzertgebäude liegenden Garten. Nach dem Verkauf des Gartengrundes an die Stadt Amsterdam war die Aussicht nicht mehr so schön und die Fensterscheiben in den Türen wurden durch Spiegel ersetzt. Er hat kristallene Kronleuchter und Säulen zur Stütze des Kleinen Saals. Der Spiegelsaal wird multifunktional genutzt als Café und Foyer sowie als Empfangsraum für spezielle Gäste. Auch Radiosendungen kommen aus dem Spiegelsaal.

## Orgel
Die Orgel wurde 1890 durch den Orgelbauer Michael Maarschalkerweerd aus Utrecht erbaut und zuletzt in den Jahren 1990–1993 durch die Orgelbaufirma Flentrop restauriert. Das Instrument hat 60 Register auf drei Manualen und Pedal.
| I Hauptwerk C-g3 |        |
| Prestant         | 16′    |
| Bourdon          | 16′    |
| Prestant         | 8′     |
| Bourdon          | 8′     |
| Flûte harmonique | 8′     |
| Violoncello      | 8′     |
| Prestant         | 4′     |
| Flûte octaviante | 4′     |
| Quint harm.      | 2 ⁄3′  |
| Quint            | 2 ⁄3′  |
| Octav harm.      | 2′     |
| Octav            | 2′     |
| Terz harm.       | 1 3⁄5′ |
| Mixtur IV–VI     |        |
| Mixtur III–IV    |        |
| Cornet V         | 8′     |
| Bariton          | 16′    |
| Trompet harm.    | 8′     |
| Trompet          | 8′     |
| Trompet          | 4′     |

| II Schwellwerk C-g3   |        |
| Quintadeen            | 16′    |
| Flûte harm.           | 8′     |
| Hohlflöte             | 8′     |
| Viola di Gamba        | 8′     |
| Voix Céleste          | 8′     |
| Flûte octaviante      | 4′     |
| Quint                 | 2 ⁄3′  |
| Flageolet harm.       | 2′     |
| Terz                  | 1 3⁄5′ |
| Piccolo               | 1′     |
| Plein Jeu harm. IV–VI |        |
| Bombarde              | 16′    |
| Trompet               | 8′     |
| Basson-Hobo           | 8′     |
| Vox Humana            | 8′     |
| Trompet harm.         | 4′     |
| Tremulant             |        |

| III Schwell-Positiv C-g3 |       |
| Zachtgedekt              | 16′   |
| Prestant                 | 8′    |
| Rohrflöte                | 8′    |
| Salicional               | 8′    |
| Unda Maris               | 8′    |
| Octav                    | 4′    |
| Fluit-dolce              | 4′    |
| Violine                  | 4′    |
| Waldflöte                | 2′    |
| Maarschalkje             | 1 ⁄3′ |
| Mixtur II–V              |       |
| Trompet harm.            | 8′    |
| Klarinet                 | 8′    |
| Tremulant                |       |

| Pedalwerk C-g1  |         |
| Gedeckt Subbass | 32′     |
| Prinzipalbass   | 16′     |
| Subbass         | 16′     |
| Violon          | 16′     |
| Quintbass       | 10 2⁄3′ |
| Flöte           | 8′      |
| Violoncello     | 8′      |
| Corni-dolce     | 4′      |
| Basson          | 16′     |
| Trombone        | 8′      |
| Trompet         | 4′      |

- Koppeln: II/I (auch als Suboktavkoppel), III/I, III/II, I/P, II/P, III/P